# Na kus řeči
Na kus řeči je pořad České televize, který byl vysílán v letech 2001 až 2005. Pořadem provázel Miroslav Donutil a rozmlouval většinou se dvěma pozvanými hosty společenského či sportovního života. Rozhovor byl prokládán hudebními vložkami, o které se obvykle staral zpěvák Laďa Kerndl.
Jednotlivé díly pořadu byly natáčeny v pražském Branickém divadle pod vedením vždy jednoho z trojice režisérů: Ivo Paukert, Rudolf Tesáček nebo Antonín Vomáčka.

## Díly pořadu
Přehled jednotlivých dílů je řazen podle data premiéry.
| Datum premiéry          | Hosté                                                        |
| ----------------------- | ------------------------------------------------------------ |
| 25. prosince 2001       | Yvetta Simonová, Jiří Suchý                                  |
| 5. ledna 2002           | Jiří Kodet, Pavel Landovský                                  |
| 2. února 2002           | Květa Fialová, Stella Zázvorková                             |
| 9. března 2002          | František Němec, Boris Rösner                                |
| 6. dubna 2002           | Josef Masopust, Antonín Panenka                              |
| 22. června 2002         | Věra Chytilová, Jiří Krejčík                                 |
| 3. srpna 2002           | Jan Pixa, Olga Čuříková                                      |
| 31. srpna 2002          | Ladislav Chudík, Martin Huba                                 |
| 21. září 2002           | Jitka Němcová, Otakar Vávra                                  |
| 12. října 2002          | Ladislav Lakomý, Jarmila Šuláková a skupina Fleret           |
| 16. listopadu 2002      | Lubomír Lipský, Jan Skopeček, Ladislav Trojan                |
| 25. a 26. prosince 2002 | Peter Dvorský, Karel Gott                                    |
| 18. ledna 2003          | Vojtěch Bernatský, Petr Svěcený, Petr Vichnar, Robert Záruba |
| 15. března 2003         | Jiřina Bohdalová, Simona Stašová                             |
| 12. a 26. dubna 2003    | Roman Šebrle, Robert Změlík                                  |
| 16. srpna 2003          | Ivana Christová, Andrea Vránová                              |
| 6. září 2003            | Hana Hegerová, Petr Hapka, Michal Horáček                    |
| 18. října 2003          | Adolf Born, Jiří Stivín                                      |
| 25. a 26. prosince 2003 | Waldemar Matuška, Eva Pilarová                               |
| 24. ledna 2004          | Magda Vášáryová, Milan Kňažko                                |
| 19. června 2004         | Petr Janda, Michal Malátný                                   |
| 26. prosince 2004       | Jaroslav Dušek, Eva Holubová                                 |
| 30. března 2005         | Vlastimil Brodský, Tereza Brodská                            |

Krom uvedených pořadů byly vysílány i dva silvestrovské speciály, a sice 31. prosince 2002 a 31. prosince 2003.
V premiéře dne 7. června 2007 navíc Česká televize odvysílala též vzpomínkový pořad To bylo Na kus řeči.